# أوسكار إل تشابمان
أوسكار إل تشابمان (بالإنجليزية: Oscar L. Chapman)‏ (و. 1896 – 1978 م) هو سياسي، ومحام من الولايات المتحدة الأمريكية .